# Бекса
Бекса (фр. Baixas) је насеље и општина у јужној Француској у региону Лангдок-Русијон, у департману Источни Пиринеји која припада префектури Перпињан.
По подацима из 2011. године у општини је живело 2567 становника, а густина насељености је износила 135,75 становника/km². Општина се простире на површини од 18,91 km². Налази се на средњој надморској висини од 95 метара (максималној 312 m, а минималној 51 m).

## Демографија
| 1962. | 1968. | 1975. | 1982. | 1990. | 1999. | 2011. |
| ----- | ----- | ----- | ----- | ----- | ----- | ----- |
| 1.995 | 2.057 | 1.969 | 2.104 | 2.027 | 2.217 | 2.567 |

График промене броја становника у току последњих година